# Adolf Wissel
Adolf Wissel (ur. 19 kwietnia 1894 w Velber, zm. 17 listopada 1973 tamże) – niemiecki malarz, jeden z czołowych twórców sztuki nazistowskiej.
Był absolwentem Akademii Sztuk Pięknych w Kassel. W dziełach swych preferował ujęcie realistyczne, w duchu akademizmu, pozostawał jednak pod znaczącym wpływem ekspresjonizmu, później związany z postekspresjonistycznym stylem Nowa Rzeczowość (niem. Neue Sachlichkeit).
Tematami jego prac są wyidealizowane sceny z życia klasy robotniczej i chłopów III Rzeszy. Wielokrotnie wystawiany i kopiowany był jego obraz Kalenberger Bauernfamilie, przedstawiający rodzinę chłopską z Calenberger Land pomiędzy rzeką Leine a wzgórzami Deister. Styl Wissela jest zdumiewająco podobny do twórczości Granta Wooda (np. American Gothic).